# Sandra García Pérez
Sandra García Pérez es  educadora y política costarricense, fue Alcaldesa de San José, capital de Costa Rica. Sandra García asumió el cargo a inicios de junio de 2013 tras la renuncia del alcalde titular Johnny Araya Monge debido a que éste se dedicaría de lleno a su candidatura presidencial. Es la primera mujer en ocupar el cargo de Alcaldesa de San José. García fue elegida vicealcaldesa en las elecciones municipales de 2010. Antes de ello García fue decana de la Facultad de Educación de la Universidad de Costa Rica y directora de la Escuela de Educación de la misma universidad y del Doctorado de Educación de la UNED. Su esposo Guido Granados también fue candidato a la alcaldía de San José por el Partido Liberación Nacional.